# Sarıkamış
Sarıkamış (in Armeno: Սարիղամիշ Sarighamish, in russo Сарыкамыш?), cittadina turca e capoluogo di distretto nella provincia di Kars in Anatolia Orientale, è un importante centro di villeggiatura e di sport invernali.
In questa località si svolse un'importante battaglia fra le truppe russe e le truppe turche durante la prima fase della Campagna del Caucaso (dicembre 1914 - gennaio 1915) della prima guerra mondiale.